# José María de Mena Calvo
José María de Mena y Calvo (Córdoba, 26 de febrero de 1923-El Puerto de Santa María, 22 de septiembre de 2018) fue catedrático de conservatorio por oposición desde 1948 y director del Conservatorio Superior de Música de Sevilla, en el cual creó como asignatura en 1948 lo que sería el embrión de la Escuela Superior de Arte Dramático de Sevilla.

## Biografía
De familia militar, nació en 1923 en Córdoba y pasó la infancia y adolescencia entre Toledo y Madrid, donde terminó el bachillerato en el Instituto San Isidro. Su padre fue director de la banda de música militar y uno de los defensores del Alcázar de Toledo; con solo 14 años participó en el grupo de camilleros voluntarios que trasportaban los heridos en las inmediaciones de Toledo con otros compañeros de la infancia toledana.
Cursó la carrera en la Escuela Oficial de Periodismo y la licenciatura en Ciencias de la Información en la Universidad Complutense de Madrid y, posteriormente, hizo el doctorado en Filosofía y Letras.
Como otros jóvenes de su época, José María de Mena se alistó, con menos de veinte años, en la División Azul y participó en la Segunda Guerra Mundial en apoyo de los ejércitos de Hitler contra la antigua Unión Soviética. En ejercicio de su profesión de periodista, mantuvo la Hoja de Campaña durante el año y medio que estuvo en el frente.
Durante veinte años, ejerció como redactor jefe de la emisora de Radio Sevilla, y solía colaborar con los principales periódicos de Andalucía.
Desde su jubilación, se dedicaba a la investigación histórica. Estaba considerado una autoridad en el campo de la logopedia.

### Asociaciones a las que perteneció
- Académico correspondiente de la Real Academia de Historia por Sevilla desde 1974.[8]
- Académico de la Academia de Ciencias Históricas de Toledo
- Académico de la Real Academia de Bellas Artes de San Fernando
- Académico de la academia andaluza de Bellas Letras de Córdoba
- Académico de la Academia Hispanoamericana de Cádiz.
- Vocal de la comisión provincial de monumentos históricos de Sevilla

### Distinciones académicas
- Doctor honoris causa por la Universidad de Brondesbury, del American Council.

## Obras
Igualmente, destaca por una prolífica obra literaria, entre las que cabe citar:
- La Sevilla que se nos fue, 1986, Castillejo. ISBN 84-398-8294-7
- Tradiciones y Leyendas sevillanas, Plaza & Janes, 1985 ISBN 84-01-37799-6 (séptima edición de 1989)
- Historia de Sevilla. Plaza & Janes. 1985. ISBN 84-01-37200-3.
- El polémico dialecto andaluz, Plaza & Janes, 1986 ISBN 84-01-37238-0
- Cocina de urgencia para hombres solos, Ediciones Mensajero, 1989 ISBN 978-84-271-1574-3
- Conocer Sevilla, Everest, 1990 ISBN 84-241-4958-0
- Curiosidades y Leyendas de Barcelona , 1990, Plaza & Janes ISBN 978-84-01-37393-0
- Entre la cruz y la espada : San Fernando, 1990, Editorial Castillejo, ISBN 978-84-87041-20-4
- Así fue el imperio español: anécdotas, personajes y hazañas, 1991, Plaza & Janes ISBN 84-01-37428-6
- Arte y curiosidades en el cementerio de Sevilla 1991 Editorial Castillejo ISBN 978-84-87041-68-6
- El Alcázar De Sevilla: Visita a sus palacios Y jardines, 1991, Editorial Castillejo ISBN 84-87041-69-8
- Sevilla habla de Sevilla, 1992, Editorial Castillejo, ISBN 978-84-87041-97-6
- Cristo andando por Sevilla, 1992, Plaza & Janes,
- Personajes célebres de la Historia, 1993. Editorial Castillejo ISBN 978-84-87041-13-6
- Sevilla, Estatuas y Jardines, 1993, Editorial Castillejo ISBN 978-84-8058-009-0
- Episodios históricos en Madrid, 1993, Plaza & Janés. ISBN 84-01-37454-5
- Apellidos y escudos sevillanos, 1993, Editorial Castillejo, ISBN 978-84-8058-013-7
- Todas las Vírgenes de Sevilla, 1994, Plaza & Janes ISBN 84-8058-031-3
- Historias notables de Barcelona, 1994, Plaza & Janés ISBN 84-01-37493-6
- Enigmas históricos de Sevilla, 1995, Editorial Castillejo ISBN 84-8058-046-1
- Leyendas y misterios de Madrid, Plaza & Janes, 1996 ISBN 978-84-01-37372-5
- Farruco, 1995, Editorial Castillejo ISBN 84-8058-031-3
- Historias notables de Sevilla, Editorial Castillejo, 1996. ISBN 84-8058-066-6
- Historias notables de Madrid, 1997, Plaza & Janés. ISBN 84-01-58003-X
- Sevilla (2000), Editorial Everest, junto a Rosario Gil Ferrer ISBN 978-84-241-4178-3
- Sevilla en nuestros recuerdos, Marsay ediciones, 2002 ISBN 978-84-95539-61-8
- Los Últimos Bandoleros: Una historia del bandolerismo Almuzara 2006 ISBN 978-84-88586-02-5
- La España que se nos fue: Episodios históricos a través de la pintura española, Almuzara, 2006, ISBN 978-84-88586-03-2
- Los reinos olvidados de España, Plaza & Janés, 2013 ISBN 978-84-01-34788-7